# Gotfred Rode (maler)
 Der er flere personer med dette navn, se Gotfred Rode.
Gotfred Andrew Anderson Rode (født 3. december 1862 i Torstedlund, død 14. september 1937 på Frederiksberg) var en dansk maler. Han var gift med maleren Ingeborg Rode.
Rode tog præliminæreksamen, stod i lære på apotek i Køge 1878-82 og blev cand.pharm. 1883. Han var ansat på apotek i Randers 1883-89, kemiker ved Assens Sukkerfabrik 1888-89 og farmaceut i Viborg 1889-92.
Han gav sig i sin fritid til at male på egen hånd med så godt resultat, at han 1892 blev optaget direkte i Kunstakademiets øverste klasse og 1895 bestod afgangsprøven derfra. Samme år udstillede han første gang, Køer på marken, og vandt Neuhausens Præmie; siden udstillede han stadig billeder af landskaber med køer og heste. I 1896 blev Rode ansat som underglasurmaler ved Den kongelige Porcelænsfabrik, hvor han var indtil 1933 og udførte et omfattende og værdifuldt kunstnerisk arbejde. Fra 1902 til 1920 var han ansat som lærer ved Akademiets Modelskole for Malere og fra 1920 til sin død lærer i anatomitegning.
Han var censor ved Charlottenborg Forårsudstilling 1899-1900 og 1916 og ved Kunstnernes Efterårsudstilling 1907 og 1911.
Han er begravet på Søndermark Kirkegård.

## Hæder
- 1893, 1897: De Bielkeske Legater
- 1895, 1900: De Neuhausenske Præmier
- 1896: Den Raben-Levetzauske Fond
- 1902, 1905, 1911: Akademiets stipendium
- 1931: N.P. Mols' Legat